# Parco nazionale del lago Crater
Il parco nazionale del lago Crater (in inglese Crater Lake National Park) è un parco nazionale americano situato nello Stato dell'Oregon, negli USA. Il luogo a cui deve il nome e principale punto d'interesse del sito è il lago Crater che, con i suoi 594 m di profondità, risulta il più profondo del Paese. Vasto 53 km², il parco si trova in una zona montuosa e boscosa dell'Oregon meridionale, al confine tra le contee di Klamath, di Jackson e di Douglas.
L'area ha visto susseguirsi attività vulcanica per milioni di anni, ma la storia geologica recente del parco è legata al monte Mazama, un antico vulcano nella catena delle Cascate, che eruttò in maniera assai violenta circa 7 700 anni fa causando la formazione del lago.
Al momento dell'eruzione, gli antichi Amerindi già popolavano la regione dedicandosi per sopravvivere alla raccolta di bacche e frutta e alla caccia. La storia del disastro naturale venne tramandata di generazione in generazione attraverso antiche leggende dei nativi americani. I primi europei scoprirono lo specchio d'acqua solo fino alla metà del XIX secolo, poiché veniva loro precluso l'accesso in quanto il luogo era considerato sacro. Il 22 maggio 1902 l'area divenne un parco nazionale grazie agli sforzi di un uomo d'affari di nome William Gladstone Steel. Fin dalla sua creazione, il National Park Service (NPS) è stato responsabile della protezione della sua ricchezza geologica, naturale e culturale, che attira ogni anno più di 700 000 visitatori.

## Descrizione
Il lago Crater è l'unico parco nazionale statunitense situato nello Stato dell'Oregon. Esso copre i territori delle contee di Klamath, di Jackson e di Douglas. Il parco si trova a meno di 150 km a sud-est della città di Eugene e a meno di 100 a nord di Medford. Le metropoli più vicine sono Portland, distante 300 km a nord, Sacramento, 500 km a sud-ovest, San Francisco, 600 km a sud-ovest e Seattle, a più di 600 km a nord. Il parco è accessibile dalla Interstate 5 ed è attraversato dalla Oregon Route 62. Con una superficie totale di 741,5 km², il parco si estende per poco più di 30 km in termini di lunghezza da nord a sud, mentre la sua larghezza si avvicina ai 25 km.

### Topografia
La regione del parco appartiene alla sezione meridionale della catena delle Cascate, un vasto gruppo montuoso che si estende dal Canada meridionale alla California settentrionale. Il punto massimo è costituito dal monte Scott, alto 2 721 m s.l.m., mentre il minimo è pari a 1 212 m s.l.m.
Molte cime della regione sono antichi vulcani spenti: tra le cime più elevate si annoverano l'Hilman Peak (2 484 m) e l'Applegate Peak (2 477 m).

### Geologia

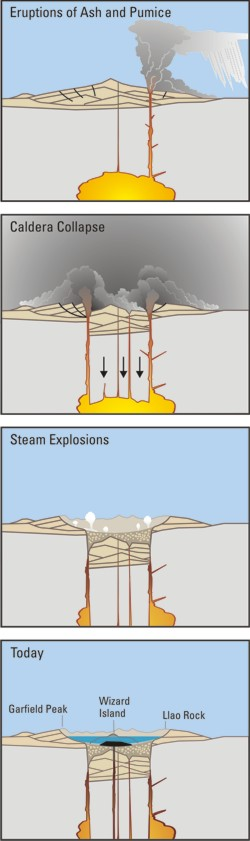
Diagrammi delle diverse fasi dell'eruzione del monte Mazama avvenuta intorno a 7 700 anni fa

Il lago Crater deve la sua origine al crollo dell'edificio vulcanico originale del monte Mazama. Come altri vulcani dell'arco delle Cascate, il cratere appartiene alla decisamente maggiore cintura di fuoco del Pacifico. I vulcani locali vennero alimentati dal calore trasmesso dalla subduzione delle placche tettoniche di Gorda e Juan de Fuca sotto una di dimensione maggiore, quella nordamericana. Situato 500 km al largo delle coste, il centro della placca di Gorda sprofonda di quasi 2,5 cm sotto il Nord America.
Il monte Mazama nacque tra 420 000 e 400 000 anni fa direttamente sopra il confine tra l'arco vulcanico delle Cascate, sormontando le rocce basaltiche e andesitiche associate all'ovest e a sud-ovest, oltre al graben di Klamath con i suoi depositi riodacitici da nord-est a sud. Con il tempo, il vulcano raggiunse un'elevazione compresa tra i 3 300 e i 3 700 m di altezza, o comunque i 1 600 m circa al di sopra della superficie attuale del lago, rendendolo probabilmente il vulcano maggiore dell'Oregon e con un'estensione di 400 km². Circa 7 700 anni fa, il vulcano generò una violentissima eruzione, durante la quale si riversò una gigantesca colonna di cenere vulcanica nell'atmosfera e di cui alcuni dei materiali prodotti giunsero fino ad Alberta, nel Canada. Proprio quando la colonna collassò su sé stessa, forse sotto il suo peso, una fetta del cratere si frantumò. La caduta improvvisa di una tale quantità di pomice incandescente causò nubi ardenti che precipitarono lungo il versante settentrionale e le estreme sollecitazioni verticali patite dal vulcano iniziarono a far sprofondare la sommità, con la camera magmatica che finì per affrontare una parziale subsidenza e delle fratture concentriche attraversarono la sommità, generando dei coni di scorie. L'eruzione proseguì con l'emissione di magma più profondo e denso, cioè andesite e andesite basaltica. Le ultime colate piroclastiche sommersero i precedenti depositi riodacitici arancioni realizzando il cosiddetto deserto di pomice, un desolato altopiano sul versante settentrionale del monte Mazama che raggiunge un massimo compreso tra 75 e 90 m. Le fumarole ancora attive testimonierebbero nelle gole dei torrenti Annie e Sand i punti di emissione delle effusioni.
Dopo l'eruzione, una depressione profonda 1 200 m occupò il cuore della montagna. Il volume di magma espulso era approssimativamente equivalente al volume collassato, cioè tra 50 e 60 km³ secondo stime scientifiche. I gas rilasciati nell'atmosfera terrestre contribuirono ad abbassare la temperatura nell'emisfero nord da 0,6 a 0,7 °C da uno a tre anni, almeno fino all'eruzione di Tambora nel 1815, in Indonesia. In particolare, tra 90 e 220 megatonnellate di acido solforico si riversarono nella stratosfera e giunsero fino in Groenlandia. L'indice di esplosività vulcanica è stimato attualmente al grado 7. Si trattò della più devastante eruzione avvenuta nelle Cascate dell'ultimo milione di anni e di una delle principali dell'Olocene su scala terrestre.
Nell'area non sono avvenute più attività vulcaniche di una certa entità per quasi 5 000 anni. Tuttavia, i geologi ritengono che il rischio di nuove eruzioni non possa essere scongiurato e, in caso di esplosione, la preoccupazione principale riguarderebbe l'esondazione dalla barriera naturale costituita dalle scogliere che circondano il lago, la quale comporterebbe un'esondazione di vastissima portata lungo i fianchi della montagna. L'area del vulcano resta oggi sottoposta al monitoraggio della United States Geological Survey (USGS).

### Clima

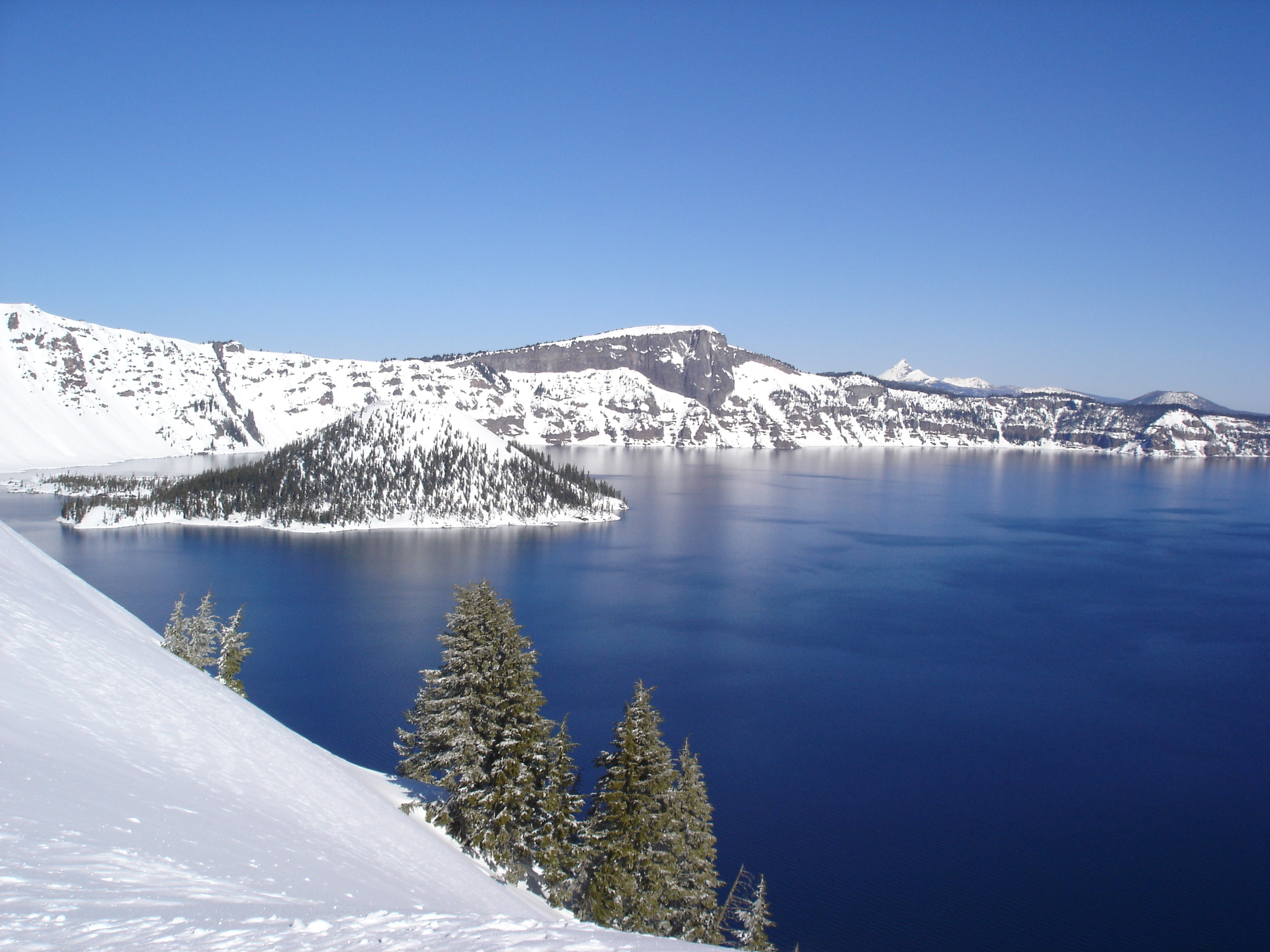
Il lago in inverno

Appartenendo alla regione montuosa della catena delle Cascate e con altitudini massime vicine ai 3 000 m, il clima nella regione del parco nazionale è di tipo montano. Le regioni più a ovest hanno un clima temperato oceanico, mentre nelle aree orientali si sperimenta quello continentale umido.
Le temperature variano, naturalmente, a seconda dell'altitudine, con i record di temperatura registrati pari a -29 °C come minima e 32 come massima. Le gelate possono accadere per tutto l'anno, anche se di solito da giugno a settembre non sono presenti.
Le precipitazioni sono significativamente molto più alte di quelle riscontrate nelle zone più a est. L'umidità proveniente principalmente dall'Oceano Pacifico si ferma al livello della catena montuosa delle Cascate, rendendo le piogge decisamente abbondanti nella regione per via del fenomeno dell'ombra pluviometrica. I mesi da giugno a settembre sono i meno umidi, mentre al contrario tra ottobre e aprile si riversano le maggiori quantità di acqua piovana.
La neve è presente nella maggior parte del parco da ottobre a giugno, con una media di 13 m (il record è pari a 22,3 m durante l'inverno 1932-1933). Da luglio a settembre il sole predomina e le temperature si avvicinano ai 20 °C durante il giorno e ai 5 durante la notte. La temperatura dello specchio d'acqua varia sulla superficie durante tutto l'anno tra 0 e 19 °C. Al di sotto degli 80 m di profondità, l'acqua ha una temperatura vicina ai 3 °C tutto l'anno, perché è a quella temperatura che si fa più densa. Il lago non è stato mai completamente coperto di ghiaccio se non nel 1949 e nel 1985.
| Bollettino meteorologico del lago Crater | Mesi | Mesi  | Mesi  | Mesi  | Mesi  | Mesi  | Mesi  | Mesi  | Mesi  | Mesi  | Mesi  | Mesi  | Stagioni | Stagioni | Stagioni | Stagioni | Anno    |
| Bollettino meteorologico del lago Crater | Gen  | Feb   | Mar   | Apr   | Mag   | Giu   | Lug   | Ago   | Set   | Ott   | Nov   | Dic   | Inv      | Pri      | Est      | Aut      | Anno    |
| ---------------------------------------- | ---- | ----- | ----- | ----- | ----- | ----- | ----- | ----- | ----- | ----- | ----- | ----- | -------- | -------- | -------- | -------- | ------- |
| T. max. media (°C)                       | 1    | 1,8   | 2,9   | 6,0   | 10,3  | 14,8  | 20,9  | 20,9  | 17,2  | 11,1  | 4,5   | 1,4   | 1,4      | 6,4      | 18,9     | 10,9     | 9,4     |
| T. media (°C)                            | −3,4 | −2,9  | −2,1  | 0,3   | 4,1   | 7,9   | 12,9  | 12,8  | 9,8   | 5,1   | −0,1  | −2,9  | −3,1     | 0,8      | 11,2     | 4,9      | 3,5     |
| T. min. media (°C)                       | −7,9 | −7,6  | −7,1  | −5,4  | −2,1  | 1,1   | 4,8   | 4,8   | 2,4   | −0,9  | −4,8  | −7,2  | −7,6     | −4,9     | 3,6      | −1,1     | −2,5    |
| T. max. assoluta (°C)                    | 18   | 19    | 19    | 22    | 27    | 35    | 38    | 34    | 34    | 27    | 22    | 18    | 19       | 27       | 38       | 34       | 38      |
| T. min. assoluta (°C)                    | −29  | −28   | −22   | −19   | −15   | −12   | −8    | −5    | −9    | −16   | −22   | −28   | −29      | −22      | −12      | −22      | −29     |
| Precipitazioni (mm)                      | 259  | 201   | 197   | 126   | 82    | 59    | 19    | 24    | 53    | 49    | 235   | 283   | 743      | 405      | 102      | 337      | 1 587   |
| Giorni di pioggia                        | 18   | 15,9  | 18,2  | 15,5  | 11,2  | 8,0   | 3,9   | 4,0   | 5,8   | 9,8   | 17,5  | 18,1  | 52,0     | 44,9     | 15,9     | 33,1     | 145,9   |
| Nevicate (cm)                            | 244  | 208   | 209   | 115   | 50    | 9,9   | 0,51  | 0,25  | 7,1   | 54,0  | 154,0 | 230,0 | 682,0    | 374,0    | 10,7     | 215,1    | 1 281,8 |
| Giorni di neve                           | 15,9 | 14,3  | 15,6  | 12,2  | 5,9   | 2,0   | 0,1   | 0,0   | 1,0   | 4,7   | 13,2  | 16,4  | 46,6     | 33,7     | 2,1      | 18,9     | 101,3   |
| Ore di soleggiamento mensili             | 124  | 141,3 | 217,0 | 240,0 | 310,0 | 330,0 | 372,0 | 341,0 | 270,0 | 217,0 | 90,0  | 93,0  | 358,3    | 767,0    | 1 043,0  | 577,0    | 2 745,3 |

### Idrografia

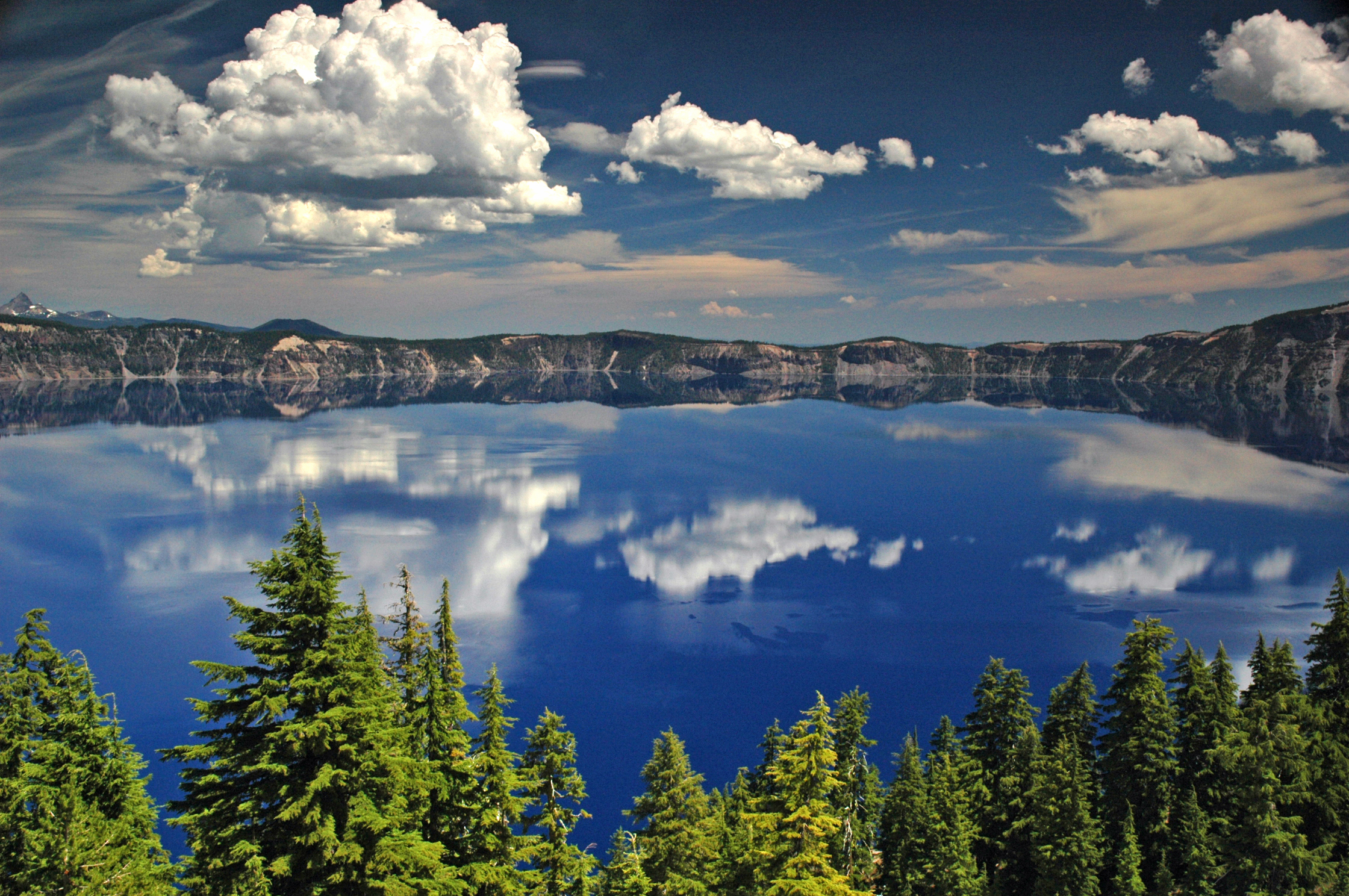
Veduta d'insieme del lago Crater e delle sue coste

Il piccolo ruscello a ovest del parco appartiene allo spartiacque del fiume Rogue. Quest'ultimo, che nasce appena a nord del parco, scorre verso ovest per terminare il suo corso nell'Oceano Pacifico. A est della zona protetta, i corsi d'acqua appartengono al bacino del Klamath, il quale procede a sud verso la California prima di sfociare anch'esso nell'Oceano Pacifico.
Il lago Crater è l'unico grande specchio d'acqua presente nell'area tutelata. Largo 8x9,7 km, il margine della caldera varia in elevazione da 2 100 a 2 400 m e la profondità media si attesta intorno ai 350 m. Quella massima è stata invece confermata a 594 m, ma i dati variano leggermente a seconda degli strumenti utilizzati per la misurazione e, soprattutto, delle condizioni climatiche in corso quando le rilevazioni vengono effettuate. Se si tiene in considerazione la sola profondità massima, il Crater è il bacino più profondo degli Stati Uniti, il secondo del Nord America (dopo il Grande Lago degli Schiavi in Canada) e il nono del mondo. In altre classifiche, il Crater viene spesso indicato al settimo posto, ma ciò a patto che si escludano il lago Vostok in Antartide, che si trova a circa 3 800 m di ghiaccio, e il recente scandaglio del lago O'Higgins/San Martín, situato lungo il confine tra l'Argentina e il Cile.
Non vi sono immissari né emissari: le notevoli precipitazioni nella regione sono compensate solo dall'evaporazione e dall'infiltrazione nel suolo. Il livello del lago oscilla ogni anno, ma la variazione non hanno mai superato i 5 m dopo le prime osservazioni. Il diametro dello specchio d'acqua è solitamente maggiore di 8 km ed è circondato da scogliere con altezze variabili tra 150 e 600 m. Il Crater presenta due piccole isole: la Wizard, situata vicino alla sponda occidentale del lago e che si presenta sotto forma di un cono di scorie di circa 128 ettari, e Phantom Ship, un pilastro di roccia naturale vicino alla costa meridionale.
Le acque del lago sono decisamente limpide: ciò si spiega per via del fatto che nessun fiume vi riversa sedimenti, trattandosi di acqua che proviene solo dalle precipitazioni ed essendo le rocce vulcaniche molto poco solubili localmente. La limpidezza delle acque consente ai raggi luminosi di raggiungere una profondità fino a 43,3 m, un dato eccezionale. Grazie alla grande profondità, solo le lunghezze d'onda della luce nel dominio del blu vengono riflesse dall'acqua. Nelle zone meno profonde lungo il lago, tuttavia, le acque possono presentarsi di colore verdastro.

## Ambiente naturale
Il parco ospita quasi 700 specie vegetali e oltre 200 di animali. I ricercatori hanno identificato nel lago 157 specie di fitoplancton e dodici di zooplancton. L'area del parco è ricca di verde e alcune delle foreste risultano protette a livello nazionale: è il caso della Fremont e di Winema nel sud-est, di Umpqua a nord-ovest, di Rogue River-Siskiyou a sud, di Deschutes e Willamette a settentrione.

### Flora

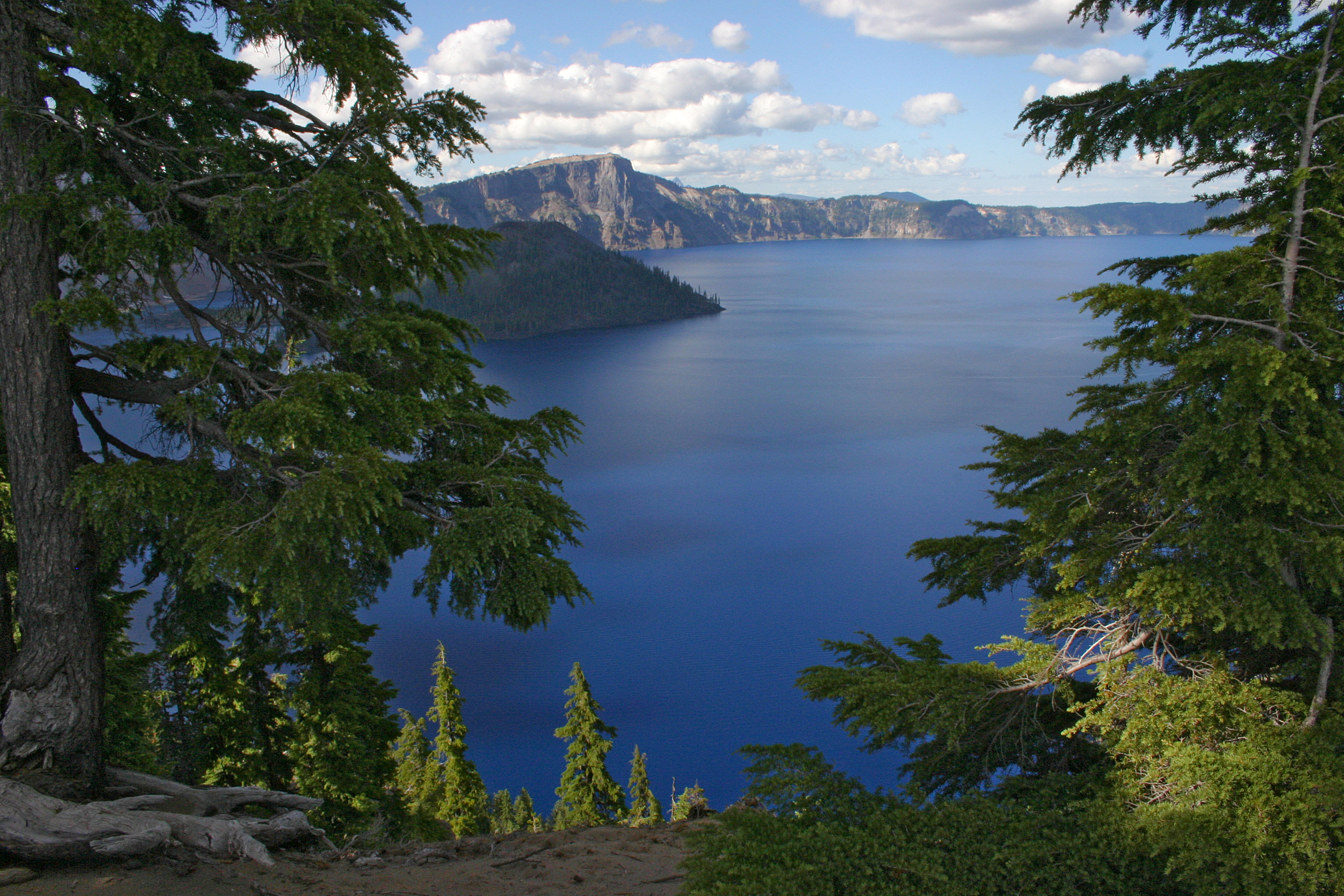
Alberi di medio-alto fusto nelle vicinanze del lago

Il parco nazionale venne istituito anche allo scopo di evitare che il disboscamento lambisse l'area, circostanza la quale permette agevolmente di intuire perché si sia di fronte a foreste vergini. Le dure condizioni climatiche e la povertà dei suoli vulcanici non consentono agli alberi di raggiungere dimensioni significative: in virtù di siffatte premesse, pochi alberi superano un'altezza di 46 m o un diametro del tronco di 1,2 m. Le foreste, perlopiù costituite da conifere, vedono la presenza di alberi differenti a seconda della quota. Tra i 1 400 e i 1 500 m dominano il pino giallo (Pinus ponderosa), il pino di Lambert (Pinus lambertiana), il cedro della California (Calocedrus decurrens) e l'abete del Colorado (Abies concolor). Tra i 1 500 e i 1 800 metri si rintracciano principalmente il pino contorto (Pinus contorta), il pino bianco occidentale (Pinus monticola) e l'abete delle rocce (Abies lasiocarpa), mentre più in alto (1 800–2 300 m) prosperano la tsuga mertensiana e l'abete rosso della California (Abies magnifica shastensis). Dai 2 300 alla sommità del parco (2 721 m), spuntano qua e là macchie di pino dalla corteccia bianca (Pinus albicaulis).
Il parco ospita inoltre esemplari di peccio di Engelmann (Picea engelmannii) e di ontano (Alnus incana) lungo i ruscelli localizzati nei dintorni del vulcano. L'abete di Douglas (Pseudotsuga menziesii) si trova principalmente nella parte occidentale del parco, il Salix lasiandra abramsii vicino alle zone umide, il pioppo tremulo (Populus tremuloides) e il pioppo dell'Ovest (Populus trichocarpa) presso i punti ripariali nel sud del parco, mentre infine la quercia di Garry (Quercus garryana) gradisce le aree aperte e asciutte.

### Fauna

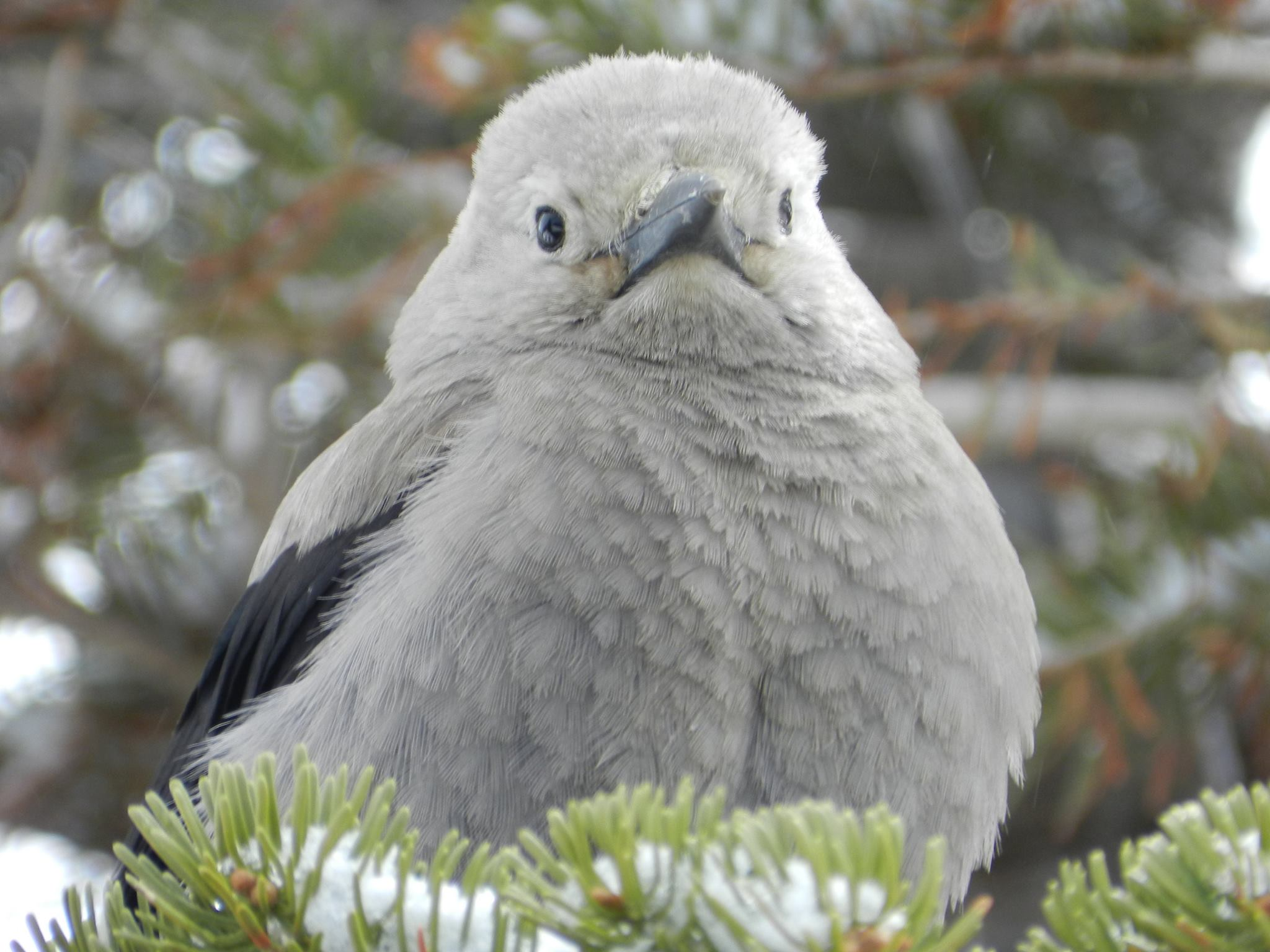
Esemplare di nocciolaia di Clark (Nucifraga colombiana) nel parco

Tra i mammiferi carnivori presenti sul Monte Mazama si annoverano il coyote (Canis latrans), la volpe rossa (Vulpes vulpes), l'urocione comune (Urocyon cinereoargenteus), l'orso nero americano (Ursus americanus), il procione comune (Procyon lotor), la martora americana (Martes americana), la martora di Pennant (Martes pennanti), l'ermellino (Mustela erminea), la donnola dalla coda lunga (Mustela frenata), il visone americano (Neovison vison), il ghiottone (Gulo gulo), il tasso argentato (Taxidea taxus), la moffetta comune (Mephitis mephitis), la lontra canadese (Lontra canadensis), il puma (Puma concolor) e la lince rossa (Lynx rufus). Il wapiti di Roosevelt (Cervus canadensis roosevelti), il cervo mulo (Odocoileus hemionus) e la sottovariante delle Montagne Rocciose (Odocoileus hemionus hemionus) sono cervidi che si possono incontrare anche in estate, ma se quest'ultimo migra nei deserti dell'Oregon orientale in inverno, gli altri dell'elenco si recano a ovest. L'opossum della Virginia (Didelphis virginiana) è più raro, mentre tra i principali insettivori si registrano il toporagno di palude (Sorex bendirii), il toporagno del Pacifico (Sorex pacificus), il toporagno acquatico (Sorex palustris), il toporagno di Trowbridge (Sorex trowbridgii), il toporagno errante (Sorex vagrans), la talpa toporagno (Neurotrichus gibbsii) e la talpa dai piedi larghi (Scapanus latimanus). La lepre scarpa da neve (Lepus americanus), la lepre di prateria (Lepus townsendii) e il pica americano (Ochotona princeps) sono le specie di lagomorfi registrate nel parco, malgrado il terzo sia minacciato a causa della sua ricercata pelliccia, al punto che diverse comunità sono già scomparse a sud-est della montagna. I loro cugini stretti più comuni, i roditori, comprendono il castoro di montagna (Aplodontia rufa), la marmotta dal ventre giallo (Marmota flaviventris), il chipmunk del pino giallo (Tamias amoenus), il chipmunk di Townsend (Tamias townendii), il citello di Beechey (Spermophilus beecheyi), lo scoiattolo terricolo di Belding (Urocitellus beldingi), lo scoiattolo terricolo dorato (Callospermophilus lateralis), lo scoiattolo di Douglas (Tamiasciurus douglasii), il glaucomio del nord (Glaucomys sabrinus), il gopher di Botta (Thomomys bottae), il Thomomys mazama, il topo cervo (Peromyscus maniculatus), il neotoma cinereo (Neotoma cinerea), il neotoma dalle zampe scure (Neotoma fuscipes), l'arvicola a dorso rosso occidentale (Myodes californicus), l'arvicola delle brughiere (Phenacomys intermedius), l'arvicola rossa dell'Oregon (Arborimus longicaudus), l'arvicola coda lunga (Microtus longicaudus), l'arvicola di montagna (Microtus montanus) , l'arvicola dell'Oregon (Microtus oregoni), l'arvicola acquatica nordamericana (Microtus richardsoni), l'arvicola di Townsend (Microtus townendii), il topo saltatore occidentale (Zapus princeps), il topo saltatore del Pacifico (Zapus trinotatus) e l'ursone (Erethizon dorsata). Inoltre, tra i chirotteri presenti si registrano il vespertilio bruno (Myotis lucifugus), il vespertilio cinerino (Lasiurus cinereus), il serotino bruno (Eptesicus fuscus) e, più di rado, il vespertilio della California (Myotis californicus), il pipistrello dai peli d'argento (Lasionycteris noctivagans), il pipistrello di Yuma (Myotis yumanensis), il vespertilio dalle orecchie lunghe (Myotis evotis), il pipistrello dalle gambe lunghe (Myotis volans) e il pipistrello pallido (Antrozous pallidus).
Un'ampia varietà di specie ornitologiche si rintraccia nei dintorni del monte Mazama. Il picchio villoso (Leuconotopicus villosus), il gufo della Virginia (Bubo virginianus), la pernice fuligginosa (Dendragapus fuliginosus), il corvo imperiale (Corvus corax), il junco occhiscuri (Junco hyemalis), la cincia delle Montagne Rocciose (Poecile gambeli), il picchio muratore pettofulvo (Sitta canadensis), il rampichino americano (Certhia americana), la nocciolaia di Clark (Nucifraga columbiana) e la ghiandaia grigia canadese (Perisoreus canadensis) si possono ammirare in zona per tutto il anno. Il gheppio americano (Falco sparverius), il picchio dorato (Colaptes auratus), il fiorrancino americano (Regulus satrapa), il pigliamosche della cordigliera (Empidonax occidentalis), la ghiandaia di Steller (Cyanocitta stelleri), la piranga occidentale (Piranga ludoviciana), il tordo di Swainson (Catharus ustulatus), il tordo eremita (Catharus guttatus), il tordo migratore americano (Turdus migratorius) e il colibrì rossiccio (Selasphorus rufus) frequentano la zona in estate. L'azzurro di montagna (Sialia currucoides) e la Sialia mexicana vi rimangono fino all'autunno, mentre il pigliamosche fianchi oliva (Contopus cooperi) e il passero cinguettante (Spizella passerina) sono presenti in primavera ed estate. La dendroica groppone giallo (Setophaga coronata), il lucherino delle pinete (Spinus pinus) e il carpodaco di Cassin (Haemorhous cassinii) si assentano dalla zona solo in inverno.
La trota toro (Salvelinus confluentus) è una specie locale diffusa nei torrenti alle pendici del monte Mazama, tra cui i torrenti Sun e Annie, fino all'inizio del Novecento. L'introduzione di altre specie alloctone, in particolare il salmerino di fonte (Salvelinus fontinalis), ne determinò il declino fino alla fine degli anni 1980 al torrente Sun e persino la sua scomparsa nelle acque dell'Annie. Dal 1992, il parco ha portato avanti un programma di tutela della trota toro, dichiarata specie in pericolo nel 1999, con dispositivi di soppressione delle specie invasive e barriere protettive. A livello locale, la popolazione è aumentata di dieci volte rispetto ai numeri più bassi di epoca passata, ragion per cui le modalità di esecuzione del progetto sono state estese a un'area più vasta.
Lo scarabeo del pino (Dendroctonus ponderosae) è una specie appartenente al genere Scolytinae che ha causato vari danni alla fauna locale, avendo attaccato dapprima i pini contorti e quelli gialli, a basse altitudini, e attualmente pure i pini dalla corteccia bianca presenti intorno alla caldera. Secondo alcuni ricercatori, i cambiamenti climatici avrebbero favorito l'adattamento del coleottero a quote superiori, con il risultato che quasi la metà degli alberi appaiono infettati.

## Storia
L'area del monte Mazama fu abitata da nativi americani da almeno 10 000 anni. Quando il vulcano si risvegliò 8 000 anni fa, dopo un periodo di quiescenza di 20 000 anni, essi avevano occupato parte delle sue pendici stabilendo degli accampamenti temporanei. Dei sandali fatti di artemisia sono stati rinvenuti a est della montagna. Le popolazioni dovette convivere, oltre ai rischi associati al vulcanismo, con un clima sempre più secco. Tra i popoli a sud del monte Mazama si tramandarono nei secoli per molte generazioni storie legate all'eruzione vulcanica.
Un'antica leggenda dei Klamath, una delle tribù che popolava i dintorni della vetta, interpretò l'evento come una battaglia tra Llao e il suo rivale Skell, dio del cielo. Nonostante alcune differenze narrative, la leggenda generalmente narra che Llao vide una bella donna dei Klamath, figlia di un capo, e si arrabbiò quando questa rifiutò l'offerta dell'immortalità in cambio della sua mano. La divinità emerse dal monte Mazama e scagliò del fuoco contro le comunità che vivevano ai suoi piedi. Skell, in piedi sul monte Shasta, cercò di fare quanto poteva per difenderli. Mentre la terra sperimentava terremoti e le rocce cadevano dal cielo, due uomini di buona fede si sacrificarono gettandosi nel cratere per placare la furia del dio. Skell riuscì in seguito a costringere Llao a tornare nelle viscere del vulcano, poi crollato su di lui. Secondo alcune varianti, Skell schiacciò il peso della cima della montagna su Llao. Ne seguirono piogge torrenziali, le quali riempirono il fosso lasciato dal crollo del monte Mazama e generarono il lago Crater.
A causa del carattere sacrale che rivestiva il lago tra le popolazioni indigene dell'Oregon e della California settentrionale, tuttavia, non si riportano questi eventi e nemmeno l'esistenza del lago Crater a seguito della colonizzazione europea delle Americhe, in quanto questi per cinquant'anni ignorarono nella regione l'esistenza di uno specchio d'acqua. Gli sciamani avevano imposto in particolare un divieto di guardare in direzione delle acque, pena la morte nel peggiore dei casi; un tabù del genere persiste ancora in alcune comunità Klamath. Nel 1853, il lago fu scoperto da John Wesley Hillman, un cercatore d'oro che divenne così il primo uomo di origine europea a vederlo. Quest'ultimo dichiarò, a proposito del lago, come si trattasse dell'acqua più blu che egli avesse mai visto, tanto da suggerire di chiamare la località Deep Blue Lake (il "lago blu profondo"). Ribattezzato poi nel 1869 da un giornalista come Crater Lake, il luogo attirò col tempo vari curiosi, incluso, nel 1886, il capitano Clarence Dutton e i membri della spedizione del Servizio Geologico Nazionale da lui guidati. Questi studiarono le coste del lago e ne sondarono la profondità lanciandovi una corda di 168 punti. Il dato si attestò a 608 m, con un margine di errore di una quindicina di metri rispetto al valore ufficiale misurato nel 1958 grazie a un sonar. Alla spedizione partecipò anche William Gladstone Steel, un uomo d'affari nel campo ferroviario ed editoriale. Dedicò poi la sua vita e la sua fortuna alla promozione della regione come parco nazionale. Al termine della spedizione, lanciò una petizione che gli permise di segnalare una prima richiesta al governo americano. Quando pubblicò nel 1890 un libro intitolato "Le montagne dell'Oregon" (titolo originale: The mountains of Oregon) per far meglio conoscere la regione, inviò delle copie a vari membri del Congresso degli Stati Uniti. Il testo aveva inoltre lo scopo di sottolineare come il disboscamento e l'industria mineraria, oltre che l'allenamento di capi di bestiame, in particolare le pecore, stesse esponendo a gravi rischi la natura incontaminata del luogo. Gli sforzi di William Gladstone Steel volti a tutelare il monte Mazama furono gradualmente premiati, dapprima con la creazione della riserva forestale della catena delle Cascate (Cascade Range Forest Reserve) nel 1893, poi con la designazione del parco nazionale del lago Crater il 22 maggio 1902 per opera del presidente Theodore Roosevelt. Per facilitare l'accesso dei visitatori, fu edificato nel 1915 il Crater Lake Lodge e, di lì a poco, ovvero nel 1918, la strada che circonda il cratere, chiamata Rim Drive.

## Turismo

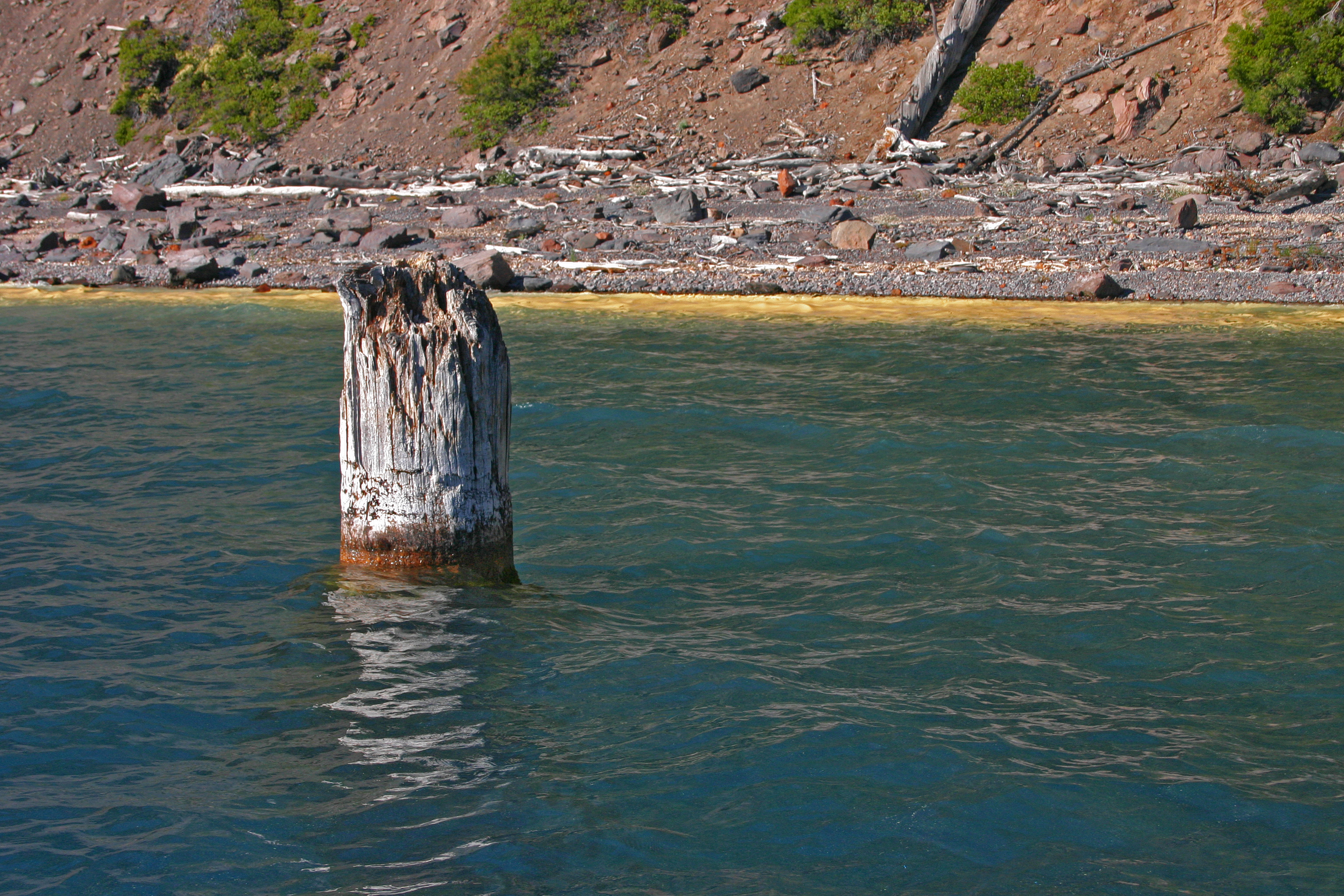
L'Old Man of the Lake, il celebre fusto d'albero che galleggia sul lago almeno dal 1896

La zona protetta è localizzata in un punto abbastanza remoto rispetto ad altri parchi nazionali: il Redwood, nota per le sue enormi sequoie (Sequoia sempervirens), si trova in California, 200 km a sud-ovest, mentre il parco nazionale vulcanico di Lassen si trova invece a circa 350 km a sud. A ogni modo, ciò non ha impedito il costante afflusso di turisti, tanto che stabilmente dal 2016 si registrano più di 700’000 visitatori ogni anno. Il dato è poi calato bruscamente nel 2020 per via della pandemia di COVID-19. Accessibile solo su strada, è aperto tutto l'anno, ma alcune infrastrutture e alcune zone appaiono chiuse dall'autunno alla primavera.
Il parco è raggiungibile nella sua parte occidentale da una strada a due corsie, la Oregon State Route 62, che ne facilita l'accesso. La Rim Drive, la quale effettua una circonferenza completa del lago e offre diversi punti panoramici del cratere. All'interno del parco sono disponibili piazzole idonee al camping e numerose aree picnic, mentre il Crater Lake Lodge mette a disposizione posti letto e un tetto sopra la testa.
Il parco ha circa 250 km di sentieri, che consentono, per esempio, di ammirare il lago dalla cima del monte Scott. Nel parco si possono praticare attività come l'escursionismo, la pesca, il nuoto o le gite in barca. Il parco ha circa 145 km di sentieri escursionistici e 127 di strade. Oltre alle isole, un'attrattiva decisamente fuori dal comune è l'Old Man of the Lake, un fusto d'albero, presumibilmente una Tsuga, che galleggia sul lago almeno dal 1896.

## Cultura

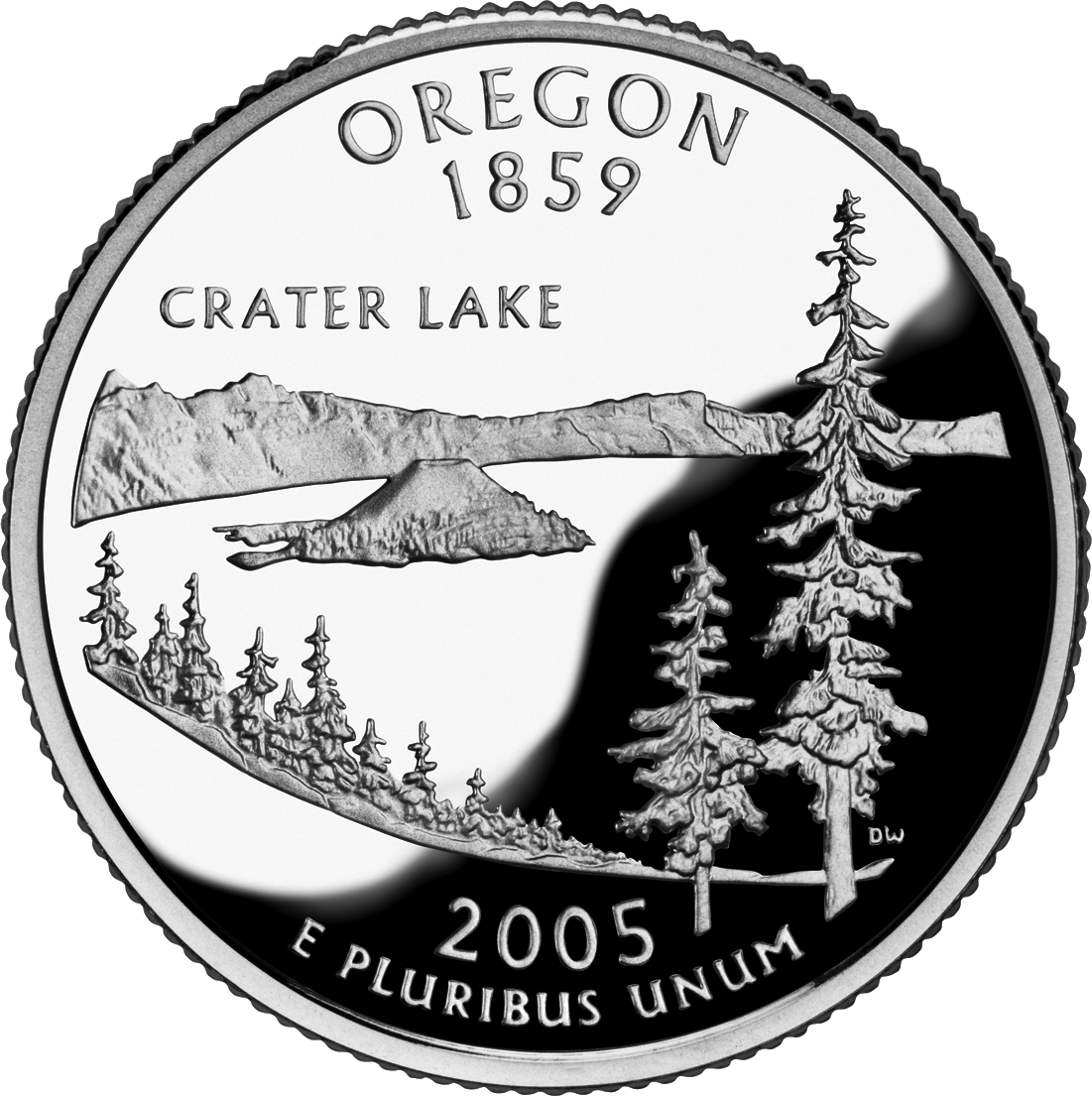
Moneta da 25 centesimi dell'Oregon

Nel film horror del 1977 intitolato The Crater Lake Monster, un meteorite cade nel lago Crater risvegliando una creatura addormentata che inizia ad attaccare la popolazione locale.
Lo Stato dell'Oregon permette dal 2002 l'immatricolazione delle autovetture con una targa che riporta il lago Crater sullo sfondo. Il prezzo a cui questa è venduta risulta più caro di una targa tradizionale e ciò si deve al fatto che una percentuale viene versata al bilancio del parco nazionale.
Nel 2005, il lago Crater, insieme all'isola di Wizard, Hillman Peak e The Watchman, furono riportate sul retro di un quarto di dollaro nella serie dei 50 State Quarters come simbolo scelto per rappresentare lo Stato dell'Oregon. La data del 1859 simboleggiava la data di ingresso nell'Unione. Si trattò della 33ª moneta emessa in tale serie, iniziata nel 1999, essendo l'Oregon il 33º Stato confluito negli USA. In concomitanza con l'occasione, si tenne una cerimonia presso il parco nazionale del lago Crater il 24 agosto 2004 alla presenza del governatore Ted Kulongoski.